# تطور ربوبي
التطور الربوبي هو موقف في الجدل حول الأصول والذي يتضمن قبول الدليل العلمي لتطور الكون وعمره بينما يدافع عن الرأي القائل بأن إلهًا ربوبيًا خلق الكون ولكنه لم يتدخل منذ ذلك الحين. الموقف هو المقابل للتطور الإيماني ويؤيده أولئك الذين يؤمنون بالربوبية، ويقبلون الإجماع العلمي على التطور.